# Jesús María, León
Jesús María är en ort i Mexiko.   Den ligger i kommunen León och delstaten Guanajuato, i den centrala delen av landet, 300 km nordväst om huvudstaden Mexico City. Jesús María ligger 1 844 meter över havet och antalet invånare är 288.
Terrängen runt Jesús María är kuperad åt nordost, men åt sydväst är den platt. Runt Jesús María är det mycket tätbefolkat, med 1 313 invånare per kvadratkilometer. Närmaste större samhälle är León de los Aldama, 7,4 km väster om Jesús María. Trakten runt Jesús María består till största delen av jordbruksmark.